# Schweizer Cup (Fussball, Männer) 2021/22
Der 97. Schweizer Cup im Fussball wurde in den Jahren 2021 und 2022 ausgetragen. Den Titel holte der FC Lugano.

## Modus
Es wurden sechs Runden (1/32-, 1/16-, 1/8-, 1/4- und 1/2-Final, Final) gespielt.
Zehn Vereine aus der Super League und neun Mannschaften der Challenge League waren direkt für den Schweizer Cup qualifiziert. Zudem hatten sich in Vorqualifikationen und Regionalausscheidungen 44 Vereine aus der Promotion League, der 1. Liga, der 2. Liga interregional und aus Amateurligen qualifiziert. Der letzte Platz ging an den Suva-Fairplay-Trophy-Sieger.
Mannschaften aus dem Fürstentum Liechtenstein sind nicht teilnahmeberechtigt, da die Liechtensteiner Clubs zwar am Schweizer Meisterschaftsbetrieb teilnehmen, aber im eigenständigen Liechtensteiner Cup starten. Dies betraf auch den Challenge-League-Club FC Vaduz. Sein Platz ging an die Erste Liga (Promotion League und 1. Liga). Zudem sind die U-21-Mannschaften aus der Promotion League nicht spielberechtigt, genauso wie sämtliche weiteren Reserve-Teams. Wenn ein Reserve-Team eine Regionalausscheidung gewonnen hat, bekommt die erste Mannschaft den Startplatz im Schweizer Cup zugesprochen, es sei denn, die erste Mannschaft sei bereits für den Wettbewerb qualifiziert. Wenn dies der Fall ist, erhält der Finalgegner der Regionalausscheidung den Startplatz.
Der Schweizer Cup wird im K.-o.-System ausgetragen. In der Regel wird jede Runde innert maximal drei Tagen gespielt. Die unterklassigen Mannschaften geniessen bis zur 5. Runde (Halbfinals) das Heimrecht.
- 1. Runde (13., 14. und 15. August 2021): 64 Teams, die Sieger waren für die 2. Runde qualifiziert.
- 2. Runde (17., 18. und 19. September 2021): 32 Teams, die Sieger waren für die Achtelfinals qualifiziert.
- Achtelfinals (26., 27. und 28. Oktober 2021): 16 Teams, die Sieger waren für die Viertelfinals qualifiziert.
- Viertelfinals (8., 9. und 10. Februar 2022): 8 Teams, die Sieger waren für die Halbfinals qualifiziert.
- Halbfinals (19., 20. und 21. April 2022): 4 Teams, die Sieger qualifizierten sich für den Final.
- Final (15. Mai 2022) im Stadion Wankdorf in Bern: Der Sieger gewann den 97. Schweizer Cup.

Der Cupsieger erhielt das Startrecht in der 3. Qualifikationsrunde zur UEFA Europa Conference League 2022/23.

## Teilnehmende Mannschaften
Am Schweizer Cup nahmen insgesamt 64 Mannschaften teil.
| Super League die 10 Vereine der Saison 2020/21 | Challenge League 9 Vereine der Saison 2020/21 | Promotion League 8 Vereine der Saison 2020/21 | 1. Liga 10 Vereine der Saison 2020/21 | 2. Liga interregional 16 Vereine der Saison 2020/21 | tiefere Spielklassen 11 Vereine der Saison 2020/21 |
| FC Basel (BS) Grasshopper Zürich (ZH) FC Lausanne-Sport (VD) FC Lugano (TI) FC Luzern (LU) Servette FC (GE) FC Sion (VS) FC St. Gallen (SG) BSC Young Boys (BE) FC Zürich (ZH) | FC Aarau (AG) SC Kriens (LU) Neuchâtel Xamax (NE) FC Schaffhausen (SH) FC Stade Lausanne-Ouchy (VD) FC Thun (BE) FC Wil (SG) FC Winterthur (ZH) Yverdon-Sport FC (VD) | FC Chiasso (TI) FC Rapperswil-Jona (SG) FC Biel-Bienne (BE) Étoile Carouge (GE) FC Black Stars Basel (BS) SC YF Juventus Zürich (ZH) Stade Nyonnais (VD) SC Cham (ZG) | FC Baden (AG) CS Chênois (GE) SR Delémont (JU) FC Paradiso (TI) FC Bulle (FR) FC La Chaux-de-Fonds (NE) FC Münsingen (BE) FC Solothurn (SO) SC Buochs (NW) FC Vevey United (VD) | FC Echichens (VD) FC Amical Saint-Prex (VD) FC Genolier-Begnins (VD) FC Gambarogno-Contone (TI) FC Bubendorf (BL) FC Lachen/Altendorf (SZ) FC Seuzach (ZH) FC Widnau (SG) SC Binningen (BL) FC Coffrane (NE) FC Châtel-St-Denis (FR) FC Concordia Basel (BS) FC Rorschach-Goldach 17 (SG) FC Unterstrass Zürich (ZH) FC Grand-Saconnex (GE) FC Kickers Luzern (LU) | 2. Liga regional FC Bosporus Bern (BE) FC Dardania Lausanne (VD) FC Iliria Solothurn (SO) FC Littau (LU) FC Schönenwerd-Niedergösgen (SO) FC Winkeln SG (SG) FC Porrentruy (JU) FC Saint-Léonard (VS) 3. Liga FC Escholzmatt-Marbach (LU) 4. Liga FC Someo (TI) FC Hausen am Albis (ZH) |

## 1. Runde
In der ersten Runde können die Mannschaften aus der Super League und der Challenge League gemäss Reglement nicht aufeinandertreffen. Die Mannschaft aus der niedrigeren Liga erhält den Heimvorteil, bei zwei Mannschaften aus der gleichen Liga bekommt ihn die erstgezogene. Die Runde wurde am Mittwoch, dem 7. Juli 2021, ausgelost.
| Datum                      |                                  | Ergebnis                         |                                   |
| -------------------------- | -------------------------------- | -------------------------------- | --------------------------------- |
| 13. August 2021, 19:30 Uhr | FC La Chaux-de-Fonds (1.)        | 1:7 (0:4)                        | FC Lugano (SL)                    |
| 13. August 2021, 20.00 Uhr | FC Paradiso (1.)                 | 3:1 n. V. (1:1, 1:0)             | SC YF Juventus Zürich (PL)        |
| 13. August 2021, 20.15 Uhr | SC Binningen (2. int.)           | 0:7 (0:4)                        | FC Schaffhausen (ChL)             |
| 14. August 2021, 16.00 Uhr | FC Solothurn (1.)                | 0:10 (0:6)                       | FC Zürich (SL)                    |
| 14. August 2021, 16.00 Uhr | FC Baden (1.)                    | 2:4 (2:2)                        | FC Biel-Bienne (PL)               |
| 14. August 2021, 16.00 Uhr | FC Winkeln SG (2.)               | 1:7 (1:3)                        | FC Concordia Basel (2. int.)      |
| 14. August 2021, 17.00 Uhr | FC Seuzach (2. int.)             | 0:12 (0:7)                       | Yverdon-Sport FC (ChL)            |
| 14. August 2021, 17.00 Uhr | Stade Nyonnais (PL)              | 0:1 (0:1)                        | FC Wil (ChL)                      |
| 14. August 2021, 17.00 Uhr | FC Saint-Léonard (2.)            | 1:3 (0:1)                        | FC Porrentruy (2.)                |
| 14. August 2021, 17.00 Uhr | FC Escholzmatt-Marbach (3.)      | 3:4 (2:0)                        | FC Iliria Solothurn (2.)          |
| 14. August 2021, 17.30 Uhr | FC Echichens (2. int.)           | 0:2 (0:0)                        | FC Lausanne-Sport (SL)            |
| 14. August 2021, 17.30 Uhr | FC Grand-Saconnex (2. int.)      | 2:2 n. V. (1:1, 0:1) (3:6 i. E.) | CS Chênois (1.)                   |
| 14. August 2021, 18.00 Uhr | FC Bubendorf (2. int.)           | 0:3 (0:2)                        | FC Sion (SL)                      |
| 14. August 2021, 18.00 Uhr | FC Châtel-St-Denis (2. int.)     | 1:8 (0:3)                        | FC Thun (ChL)                     |
| 14. August 2021, 18.00 Uhr | FC Littau (2.)                   | 1:4 (0:2)                        | BSC Young Boys (SL)               |
| 14. August 2021, 18.00 Uhr | FC Münsingen (1.)                | 0:5 (0:3)                        | FC St. Gallen (SL)                |
| 14. August 2021, 18.00 Uhr | FC Lachen/Altendorf (2. int.)    | 0:6 (0:3)                        | Neuchâtel Xamax (ChL)             |
| 14. August 2021, 18.00 Uhr | FC Gambarogno-Contone (2. int.)  | 0:2 (0:1)                        | Étoile Carouge (PL)               |
| 14. August 2021, 18.00 Uhr | FC Hausen am Albis (4.)          | 0:6 (0:4)                        | FC Black Stars Basel (PL)         |
| 14. August 2021, 18.00 Uhr | FC Unterstrass Zürich (2. int.)  | 1:3 n. V. (1:1, 0:0)             | FC Chiasso (PL)                   |
| 14. August 2021, 19.00 Uhr | FC Rapperswil-Jona (PL)          | 2:3 (0:2)                        | FC Stade Lausanne-Ouchy (ChL)     |
| 14. August 2021, 19.30 Uhr | FC Vevey United (1.)             | 1:3 (0:0)                        | SC Kriens (ChL)                   |
| 14. August 2021, 20.00 Uhr | SR Delémont (1.)                 | 0:6 (0:1)                        | FC Winterthur (ChL)               |
| 15. August 2021, 14.00 Uhr | FC Widnau (2. int.)              | 0:5 (0:1)                        | Grasshopper Club Zürich (SL)      |
| 15. August 2021, 14.00 Uhr | FC Schönenwerd-Niedergösgen (2.) | 0:7 (0:3)                        | FC Basel (SL)                     |
| 15. August 2021, 15.00 Uhr | FC Amical Saint-Prex (2. int.)   | 0:6 (0:4)                        | Servette FC (SL)                  |
| 15. August 2021, 15.00 Uhr | FC Genolier-Begnins (2. int.)    | 1:7 (0:2)                        | FC Bulle (1.)                     |
| 15. August 2021, 15.30 Uhr | FC Dardania Lausanne (2.)        | 1:2 (0:0)                        | FC Rorschach-Goldach 17 (2. int.) |
| 15. August 2021, 16.00 Uhr | SC Cham (PL)                     | 0:1 (0:1)                        | FC Luzern (SL)                    |
| 15. August 2021, 16.00 Uhr | FC Bosporus Bern (2.)            | 1:0 (1:0)                        | FC Kickers Luzern (2. int.)       |
| 15. August 2021, 17.00 Uhr | FC Someo (4.)                    | 0:7 (0:3)                        | FC Aarau (ChL)                    |
| 24. August 2021, 20.00 Uhr | FC Coffrane (2. int.)            | 1:4 (0:2)                        | SC Buochs (1.)                    |

## 2. Runde
In der zweiten Runde können die Mannschaften aus der Super League nicht aufeinandertreffen. Die Mannschaft aus der niedrigeren Liga erhält den Heimvorteil, bei zwei Mannschaften aus der gleichen Liga bekommt ihn die erstgezogene. Die Spielpaarungen wurden am 15. August 2021 in der Sendung Schweizer Cup – Goool auf SRF zwei durch Kay Voser ausgelost.
| Datum                         |                                   | Ergebnis             |                              |
| ----------------------------- | --------------------------------- | -------------------- | ---------------------------- |
| 17. September 2021, 19.30 Uhr | FC Bulle (1.)                     | 2:3 n. V. (0:2, 0:1) | FC Lausanne-Sport (SL)       |
| 17. September 2021, 19.30 Uhr | SC Kriens (ChL)                   | 0:1 (0:1)            | FC Zürich (SL)               |
| 17. September 2021, 20.00 Uhr | FC Concordia Basel (2. int.)      | 1:4 (1:1)            | Servette FC (SL)             |
| 17. September 2021, 20.00 Uhr | Neuchâtel Xamax (ChL)             | 0:1 (0:0)            | FC Lugano (SL)               |
| 17. September 2021, 20.00 Uhr | Yverdon-Sport FC (ChL)            | 3:0 (2:0)            | FC Wil (ChL)                 |
| 18. September 2021, 15.00 Uhr | FC Black Stars Basel (PL)         | 1:3 (0:0)            | FC Biel-Bienne (PL)          |
| 18. September 2021, 17.00 Uhr | FC Stade Lausanne-Ouchy (ChL)     | 4:0 (2:0)            | FC Sion (SL)                 |
| 18. September 2021, 18.00 Uhr | SC Buochs (1.)                    | 1:2 n. V. (0:1, 0:1) | FC Luzern (SL)               |
| 18. September 2021, 18.00 Uhr | FC Paradiso (1.)                  | 0:1 (0:0)            | FC Aarau (ChL)               |
| 18. September 2021, 18.00 Uhr | Étoile Carouge (PL)               | 3:1 (2:1)            | FC Winterthur (ChL)          |
| 18. September 2021, 19.00 Uhr | FC Bosporus Bern (2.)             | 0:11 (0:4)           | FC Schaffhausen (ChL)        |
| 18. September 2021, 20.15 Uhr | FC Thun (ChL)                     | 1:0 (0:0)            | Grasshopper Club Zürich (SL) |
| 19. September 2021, 14.30 Uhr | FC Rorschach-Goldach 17 (2. int.) | 0:3 (0:1)            | FC Basel (SL)                |
| 19. September 2021, 15.00 Uhr | CS Chênois (1.)                   | 2:7 (0:4)            | FC St. Gallen (SL)           |
| 19. September 2021, 16.00 Uhr | FC Iliria Solothurn (2.)          | 1:7 (0:6)            | BSC Young Boys (SL)          |
| 19. September 2021, 16.00 Uhr | FC Porrentruy (2.)                | 0:3 (0:0)            | FC Chiasso (PL)              |

## Achtelfinal
Im Achtelfinal werden die Partien ohne Bedingungen gezogen, d. h. jede Mannschaft kann auf jede andere Mannschaft treffen. Die Mannschaft aus der niedrigeren Liga erhält das Heimrecht, bei zwei Mannschaften aus der gleichen Liga bekommt es die erstgezogene. Die Spielpaarungen wurden am 19. September 2021 in der Sendung Schweizer Cup – Goool auf SRF zwei durch Nora Häuptle ausgelost.
| Datum                       |                        | Ergebnis                           |                               |
| --------------------------- | ---------------------- | ---------------------------------- | ----------------------------- |
| 26. Oktober 2021, 19.00 Uhr | FC Aarau (ChL)         | 0:1 (0:0)                          | FC Lausanne-Sport (SL)        |
| 26. Oktober 2021, 20.00 Uhr | FC Biel-Bienne (PL)    | 1:0 (0:0)                          | FC Stade Lausanne-Ouchy (ChL) |
| 26. Oktober 2021, 20.15 Uhr | Yverdon-Sport FC (ChL) | 2:2 n. V. (1:1, 1:0) (13:12 i. E.) | FC Zürich (SL)                |
| 27. Oktober 2021, 19.00 Uhr | Étoile Carouge (PL)    | 1:0 (0:0)                          | FC Basel (SL)                 |
| 27. Oktober 2021, 19.00 Uhr | FC Lugano (SL)         | 2:1 (1:0)                          | BSC Young Boys (SL)           |
| 27. Oktober 2021, 19.30 Uhr | FC Chiasso (PL)        | 1:2 n. V. (1:1, 0:0)               | FC St. Gallen (SL)            |
| 27. Oktober 2021, 20.00 Uhr | FC Thun (ChL)          | 4:1 (0:1)                          | Servette FC (SL)              |
| 27. Oktober 2021, 20.15 Uhr | FC Schaffhausen (ChL)  | 0:2 (0:1)                          | FC Luzern (SL)                |

## Viertelfinal
Auch im Viertelfinal werden die Partien ohne Bedingungen gezogen, d. h. jede Mannschaft kann auf jede andere Mannschaft treffen. Die Mannschaft aus der niedrigeren Liga erhält das Heimrecht, bei zwei Mannschaften aus der gleichen Liga bekommt es die erstgezogene, wobei es im Viertelfinal keinen solchen Fall gab. Die Spielpaarungen wurden am 27. Oktober 2021 in der Sendung Schweizer Cup – Goool auf SRF zwei durch Benjamin Huggel ausgelost.
| Datum                       |                        | Ergebnis  |                        |
| --------------------------- | ---------------------- | --------- | ---------------------- |
| 8. Februar 2022, 20.00 Uhr  | Yverdon-Sport FC (ChL) | 1:0 (1:0) | FC Lausanne-Sport (SL) |
| 9. Februar 2022, 20.00 Uhr  | Étoile Carouge (PL)    | 1:2 (0:1) | FC St. Gallen (SL)     |
| 9. Februar 2022, 20.30 Uhr  | FC Biel-Bienne (PL)    | 0:5 (0:3) | FC Luzern (SL)         |
| 10. Februar 2022, 18.30 Uhr | FC Thun (ChL)          | 3:4 (1:2) | FC Lugano (SL)         |

## Halbfinal
Im Halbfinal hat die unterklassige Mannschaft Heimrecht, bei zwei Mannschaften aus der gleichen Liga die erstgezogene. Zudem wird der Sieger der erstgenannten Partie als Heim-Mannschaft im Final aufgeführt. Die Spielpaarungen wurden am 10. Februar 2022 in der Sendung Schweizer Cup – Goool auf SRF zwei durch Kay Voser ausgelost.
| Datum                     |                        | Ergebnis                         |                    |
| ------------------------- | ---------------------- | -------------------------------- | ------------------ |
| 21. April 2022, 19.00 Uhr | Yverdon-Sport FC (ChL) | 0:2 (0:0)                        | FC St. Gallen (SL) |
| 21. April 2022, 19.45 Uhr | FC Lugano (SL)         | 2:2 n. V. (1:1, 0:0) (6:5 i. E.) | FC Luzern (SL)     |

## Final
Der Final fand am Sonntag, dem 15. Mai 2022, statt.
| Paarung        | FC Lugano – FC St. Gallen |
| Ergebnis       | 4:1 (2:1) |
| Datum          | 15. Mai 2022 um 14:00 Uhr |
| Stadion        | Stadion Wankdorf, Bern |
| Zuschauer      | 28'500 |
| Schiedsrichter | Urs Schnyder |
| Tore           | 1:0 Žan Celar (4.) 1:1 Matej Maglica (21.) 2:1 Olivier Custodio (44.) 3:1 Mattia Bottani (58.) 4:1 Maren Haile-Selassie (70.) |
| FC Lugano      | Amir Saipi – Numa Lavanchy, Reto Ziegler, Fabio Daprelà (85. Kreshnik Hajrizi), Milton Valenzuela – Sandi Lovrić – Olivier Custodio (66. Maren Haile-Selassie), Jonathan Sabbatini, Kevin Rüegg – Žan Celar, Mattia Bottani (79. Mohamed Amoura) Cheftrainer: Mattia Croci-Torti                                                               |
| FC St. Gallen  | Lukas Watkowiak – Patrick Sutter (73. Betim Fazliji), Leonidas Stergiou, Matej Maglica, Isaac Schmidt – Jordi Quintillà – Lukas Görtler, Victor Ruiz Abril (81. Christopher Lungoyi) – Julian von Moos (73. Bastien Toma), Kwadwo Duah (73. Fabian Schubert), Jérémy Guillemenot (81. Alessio Besio) Cheftrainer: Peter Zeidler ( Deutschland) |